# Лалуенга
Лалуенга (ісп. Laluenga) — муніципалітет в Іспанії, у складі автономної спільноти Арагон, у провінції Уеска. Населення — 233 особи (2009).
Муніципалітет розташований на відстані близько 350 км на північний схід від Мадрида, 33 км на південний схід від Уески.

## Демографія
Динаміка населення (INE ):

## Галерея зображень

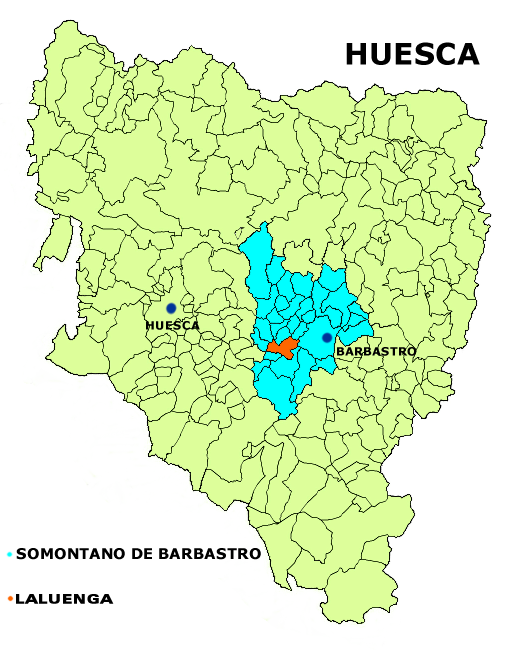
Розташування муніципалітету